# 诺伊恩基兴 (海德县)
诺伊恩基兴（德語：Neuenkirchen，發音：[ˈnɔʏənˌkɪʁçn̩] ⓘ）是德国下萨克森州海德县的市镇，面积97.09平方千米，2023年12月31日人口为5,684人。